# Magnum XL-200
Magnum XL-200 is een stalen hypercoaster ontwikkeld door Arrow Dynamics die zich in het attractiepark Cedar Point in Sandusky, Ohio, in de Verenigde Staten bevindt.

## Geschiedenis en baandetails

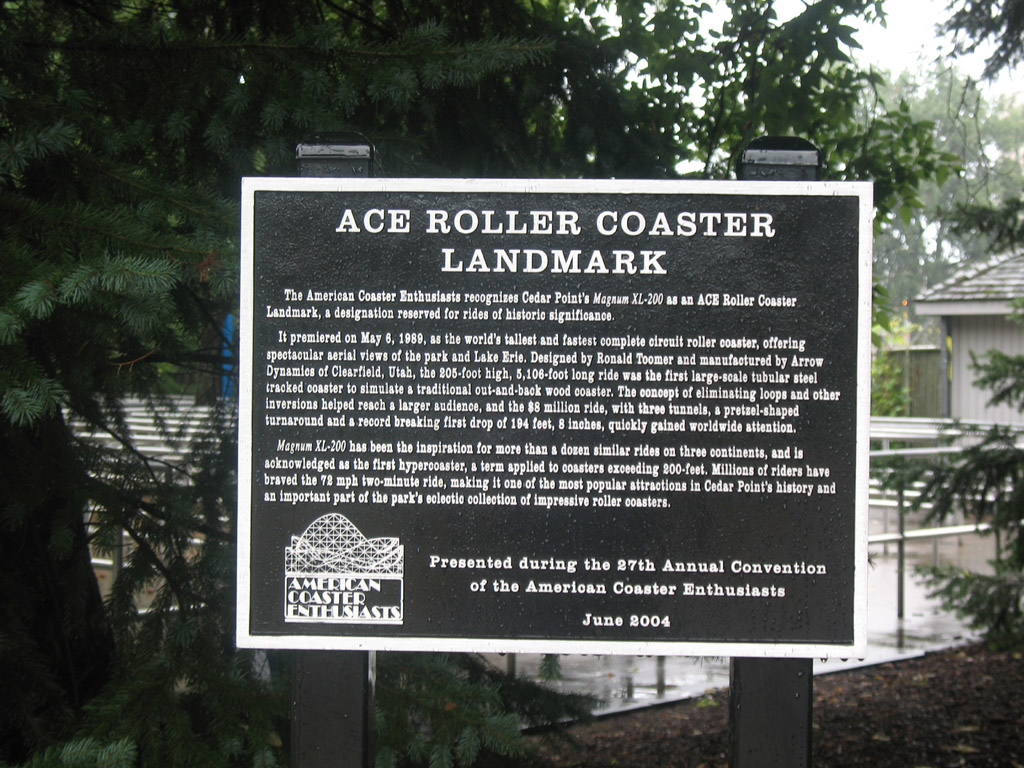
ACE Roller Coaster Landmarks Award voor Magnum XL-200.

De achtbaan werd aangekondigd door Cedar Point in 1988 en werd op 6 mei 1989 geopend in het attractiepark.
De achtbaan werd ontworpen door Ron Toomer van Arrow Dynamics. Het ontwerp van deze grote stalen achtbaan is een antwoord op de houten out-and-back achtbaanmodellen ontworpen door Allen en Summers waarin air time een belangrijk onderdeel van de ritbeleving is. Daarnaast zijn er ook een aantal tunnels aanwezig in het traject van Magnum XL-200 waar de achtbaantrein doorheen raast.
Met zijn hoogte van meer dan 60 meter en het 1,5 kilometer lange traject is het de eerste hypercoaster die ooit gebouwd. De toevoeging "XL-200" slaat op het extra lange ontwerp van meer dan 1 kilometer en de hoogte (60 meter is iets meer dan 200 voet) van de baan.

## Records en awards

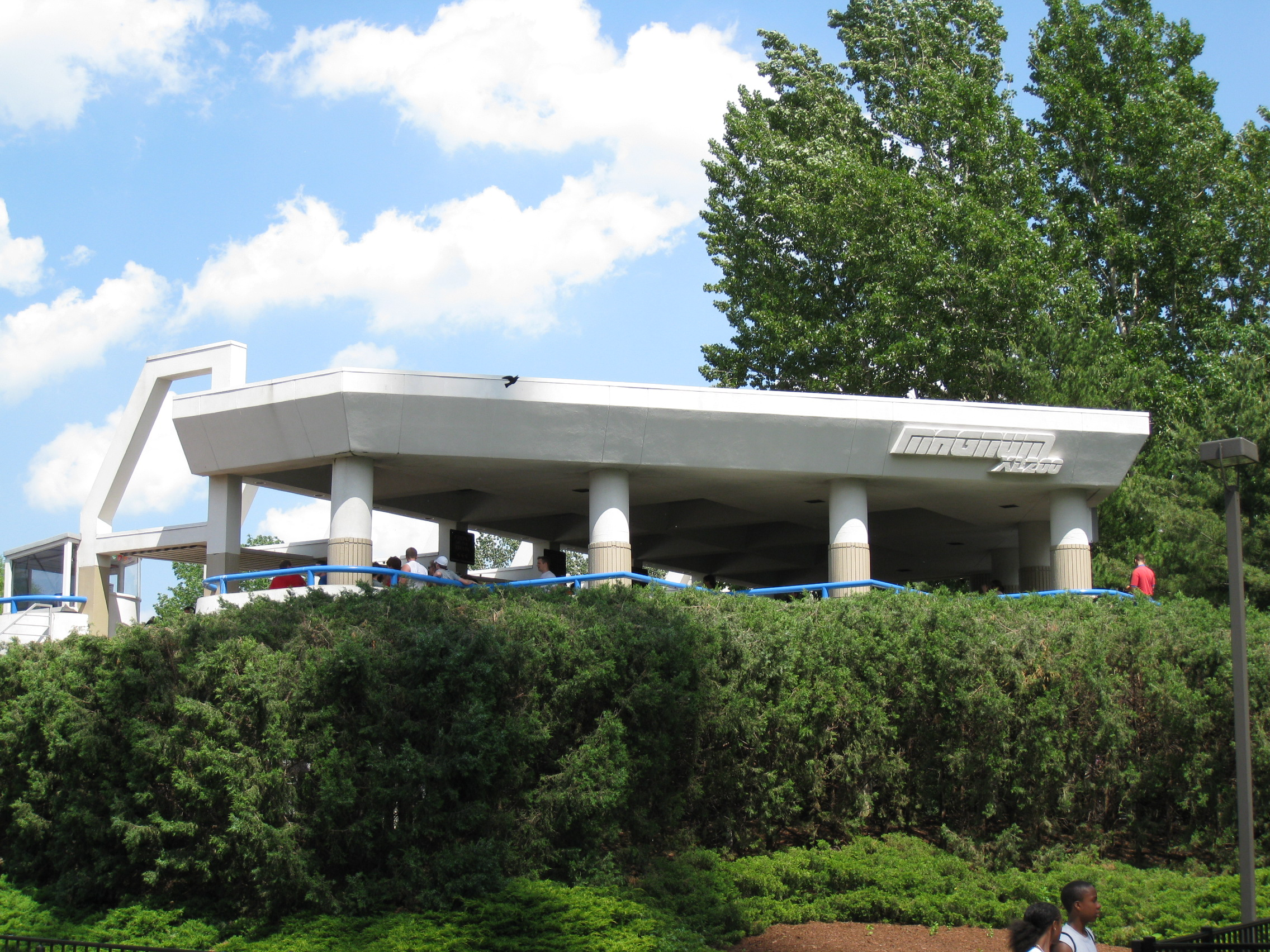
Station

Alhoewel de shuttle-achtbaan Moonsault Scramble uit het Japanse Fuji-Q Highland ook meer dan 60 meter hoog was en al sinds 1983 operational was werd deze achtbaan niet als hypercoaster aangeduid. Mede daardoor ontving Magnum XL-200 na opening de Guinness World Records van de hoogste achtbaan, snelste achtbaan en meest steile achtbaan in een gesloten circuit. Deze records zijn inmiddels verbroken.
Magnum XL-200 kreeg op 21 juni 2004 van de American Coaster Enthusiasts een Roller Coaster Landmarks Award voor zijn historische betekenis in de achtbaanwereld.